# Digitales Lernspiel

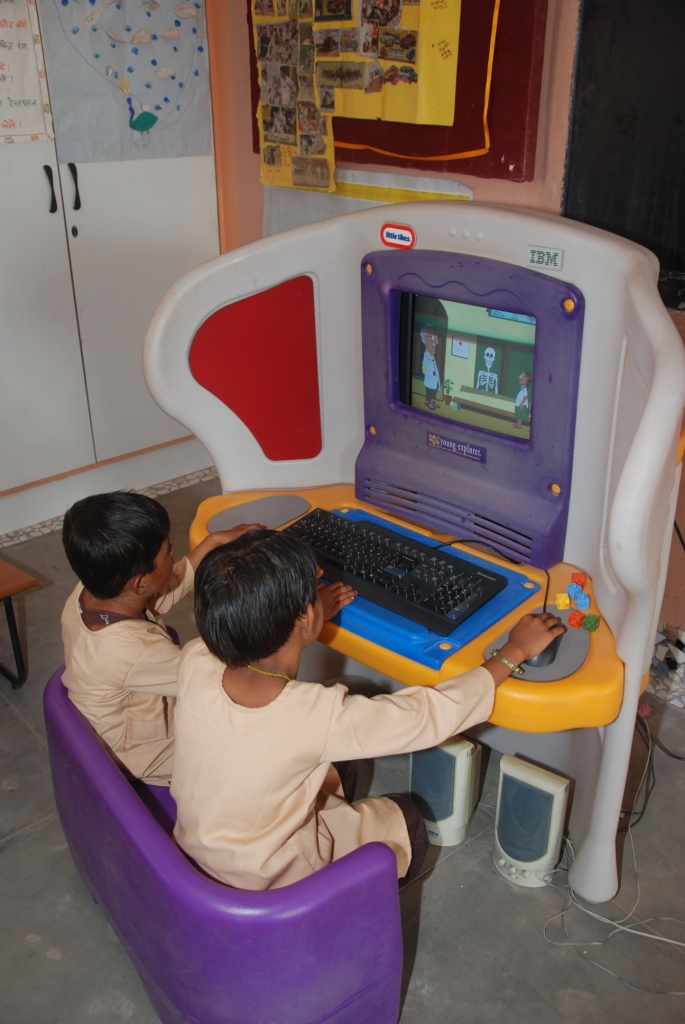
Kinder an einem Lernspiel-Computer

Der Begriff Digitales Lernspiel (englisch educational video game, auch als Teilbereich der Serious Games) bezieht sich auf Spiele, die in einer hard- und softwarebasierten virtuellen Umgebung stattfinden und das Lernen spezifischer, erwünschter Inhalte anregen wollen. Digitale Lernspiele werden typischerweise im Bildungs- und Ausbildungssystem, auch via E-Learning, eingesetzt. Sie sollen, wie unterhaltungsorientierte Computerspiele auch, „Spaß machen“. Ihr primäres Ziel ist aber der Erwerb von Wissen und Fähigkeiten.

## Begriff
Es gibt weder im deutschsprachigen Raum noch in englischsprachigen Diskussionen eine einheitliche Verwendung von Begriffen, die sich auf Computerspiele in Lern- und Bildungszusammenhängen beziehen. Die Begriffe Digitales Lernspiel, Computerlernspiel, Digitales Bildungsspiel, Serious Game und (Digital) Educational Game scheinen oft synonym verwendet zu werden. Im englischsprachigen Raum ist auch der Ausdruck Game Based Learning (GBL) zur Kennzeichnung für den Lernvorgang mit Digitalen Lernspielen verbreitet.
Entgegen dieser diffusen Sprachpraxis zeichnet sich bei einigen Autoren eine präzise Begriffsverwendung ab. Der Begriff des Serious Game etwa wird oft als „Marketingbegriff“ genutzt, um eigene Produkte oder Forschungsgegenstände von „bloßen“ Unterhaltungsspielen abzugrenzen. Er umfasst gelegentlich aber auch digitale Werbespiele, Spiele, die in politischen Kampagnen eingesetzt werden, oder auch Spiele aus dem Bereich der bildenden Kunst. In diesem weiten Sinne verwendet, sind alle digitalen Lernspiele Serious Games, aber nicht alle Serious Games digitale Lernspiele. Educational Games versuchen zum Beispiel das Gleichgewicht zwischen dem Lernziel und dem Spiel selbst zu halten. Welches Spiel wie eingeordnet werden kann, ist nicht nur von der Produktgestaltung selber, sondern auch von der Art der Verwendung und des Einsatzes abhängig. So wird das Spiel Minecraft in Schweden als Schulfach angeboten, obwohl es nicht explizit als digitales Lernspiel entwickelt wurde.

## Einordnung in die Computerspielpädagogik
Digitale Lernspiele sind Forschungsgegenstand der Computerspielpädagogik, die ihrerseits einen Teilbereich der Medienpädagogik darstellt. Die lernspielbezogene Computerspielpädagogik hat drei zentrale Aufgabenstellungen (vgl. in wissenschaftstheoretischer Sicht Brezinka 1995).
- Sie untersucht beschreibend die Rolle von digitalen Lernspielen in der pädagogischen Praxis (Schule, Sozialarbeit, Elternhaus usw.), Computerspiele in nicht-pädagogischen Zusammenhängen (pädagogisch relevante Formen, Verbreitung, Wirkungen) und thematisiert digitale Lernspiele in pädagogischen, aber nicht-wissenschaftlichen Diskursen (z. B. in den Medien, in der medienerzieherischen Ratgeberliteratur, in Unterrichtsentwürfen und in Ratgebern für das Design von digitalen Lernspielen).
- Sie kritisiert sowohl den Umgang mit Computerspielen in der pädagogischen Praxis als auch pädagogische, nicht-wissenschaftliche Aussagen über Computerspiele. Dabei fußt sie auf Ergebnissen der beschreibenden pädagogischen Computerspielforschung und auf Argumentationsformen aus der pädagogischen Ethik bzw. der Bildungsphilosophie.
- Sie betreibt methodologisch-technologische Forschung mit dem Ziel, wissenschaftlich begründbare Hinweise zur Gestaltung von digitalen Lernspielen und deren pädagogisch-erzieherischem Einsatz zu geben (Entwicklung und Evaluation). Die methodologische Forschung greift auf Ergebnisse der beiden erstgenannten Forschungsaufgaben zurück (z. B. auf die Beschreibung des didaktisch-methodischen Designs von unterhaltenden Computerspielen), z. B. um Forschungshypothesen zu entwickeln.

Diese drei Forschungsaufgaben sind zwar aufeinander bezogen, folgen aber unterschiedlichen Forschungslogiken und sind daher in systematisch-wissenschaftstheoretischer Sicht zu unterscheiden.
Wichtige wissenschaftliche Nachbardisziplinen der Computerspielpädagogik sind die Medienwissenschaft, die psychologische Medienwirkungsforschung und die Game Studies.

### Psychologische Konstrukte und Theorien
Verschiedene psychologische Konstrukte lassen sich bei digitalen Lernspielen wiederfinden bzw. werden durch den Einsatz dieser verstärkt:
- Situiertes Lernen: Das Lernen in bedeutungsvollen und relevanten Kontexten ist wesentlich effektiver.[4]
- Flow: Flow entsteht, wenn eine bewusstseinsmäßige Verschmelzung des Spielenden mit der Spielhandlung während des Spielens auftritt, die dazu führt, dass die externe Umwelt und Zeit vergessen werden.[4] Die Forschung hat gezeigt, dass „Flow“ den Lernprozess positiv beeinflusst.[5]
- Motivation: Spiele lösen durch ihre fantasievollen Inhalte eine intrinsische Motivation beim Spielenden bzw. Lernenden aus.[4]

## Einordnung in den Lernkontext
Allgemein können Spiele auf zwei verschiedene Arten für Lernzwecke genutzt werden. Zum einen durch Einbindung von Spielen in Lernsituationen und zum anderen durch Einbettung von Lernaufgaben in Spiele (wie es bei digitalen Lernspielen der Fall ist).
Bei Ersterem wird ein Spiel in eine didaktisch aufbereitete Lernsituation eingebettet, damit Teilnehmer mit diesem Erfahrungen sammeln, die später gemeinsam reflektiert und ausgewertet werden. Besonders in der anschließenden Auswertung tritt erst der eigentliche Lerneffekt ein.
Dem gegenüber steht, dass didaktisch aufbereitete Aufgaben in das Spiel integriert werden. Das Spiel selbst fungiert für den Lernenden wie eine Belohnung für die Absolvierung der Aufgabe, indem durch das Lösen von Aufgaben weitere Spiel-Level freigeschaltet, Punkte erzielt oder andere Vergünstigungen erlangt werden können. Dabei können die Aufgaben entweder inhaltlich eng an die Spielhandlung geknüpft, oder von dieser unabhängig sein. Letztendlich muss zum Lösen der Aufgaben auf einen vom Spiel getrennten Wissensteil zugegriffen werden, der die zu lernenden Informationen beinhaltet.

## Lernen im Spiel
Generell erinnert das Lernen in Spielen an das Prinzip der operanten Konditionierung. Ähnlich wie die Taube in Skinners-Box versucht der Spieler herauszufinden, welches Verhalten er zeigen muss, um eine Belohnung zu erhalten. Dieses Verhalten wird durch die Rückmeldung des Spiels direkt gesteuert. Um im Spiel weiter zu kommen, müssen bestimmte Aufgaben gelöst werden, somit wird das Spielen an sich die Belohnung für das Lösen der Aufgabe.
Man unterscheidet zwischen explizitem und implizitem Lernen. Explizites Lernen erfolgt dann, wenn der Spieler sich zum Zeitpunkt des Lernens darüber bewusst ist, dass er gerade lernt. Beim impliziten Lernen erfolgt das Lernen nicht direkt, sondern vielmehr während eine andere Aktivität ausgeführt wird. Das Lernen erfolgt demnach eher beiläufig. Bei Spielen wird zwischen explorativem und problemlösendem Handeln unterschieden. Beim Eintauchen in die Spielwelt handelt es sich um problemlösendes Handeln, erst wenn der Spieler in einer Situation Informationen benötigt, kommt das explorative Handeln zum Einsatz. Implizites Lernen findet im Spiel statt, solange sich die Person subjektiv in der Spielwelt bewegt, und nur wenn der Spieler in einer Situation nicht weiterkommt, wechselt er, so lange wie notwendig, zum expliziten Lernen. Nach Quandt, Wimmer und Wolling (2008) wären lange Phasen des expliziten Lernens für Spieler wenig attraktiv, da sie Spielspaß und Verhaltenspersistenz gefährden können. Aufgrund dessen sollte darauf geachtet werden, Spieldesigns zu verwenden, in denen die Notwendigkeit des Umschaltens in den Modus expliziten Lernens möglichst gering gehalten wird.

### Zentrale Unterhaltungsprozesse
Der Erfolg und der Spielspaß von digitalen Spielen resultieren unter anderem aus verschiedenen Mechanismen des Unterhaltungserlebens. Es existieren drei zentrale Unterhaltungsprozesse:
- Selbstwirksamkeitserfahrung erfolgt seitens des Spielers, wenn eine unmittelbare Reaktion des Spiels auf die Reaktion des Spielers folgt. Der Spieler hat das Gefühl, einen direkten Einfluss auf das Spielgeschehen zu haben. Wird die Selbstwirksamkeitserwartung nicht erfüllt, führt dies unter Umständen zu Frustration seitens des Spielers.
- Spannung wird auf verschiedene Arten und Weisen erzeugt. Zum einen entsteht sie durch die Handlungsnotwendigkeiten, mit denen der Spieler konfrontiert wird, und zum anderen durch die emotionale Anteilnahme an der Medienfigur, die der Spieler verkörpert. Führt die folgende Spannungsauflösung zu positiven Ergebnissen im Spiel, entsteht eine starke emotionale Erleichterung auf Seiten des Spielers, die sich in Stolz und gesteigertem Selbstwertgefühl äußern können. Negative Ergebnisse hingegen können beim Spieler zu Frustration oder Enttäuschung führen.
- Lebens- und Rollenerfahrung geschieht vor allem durch das Eintauchen in die Geschichte des Spiels und durch die Identifikation mit der Spielfigur. Diese Erfahrungen sind allerdings nur möglich, wenn der Spieler über einen längeren Zeitraum in der Lage ist, Erfolge zu erzielen. Der Spieler erhält das Gefühl der Kontrolle über das Spiel. Diese Art der Kontrollausübung in der virtuellen Welt ist Hauptgrund dafür, dass vor allem Jugendliche mit ihren Schwierigkeiten in den jeweiligen Altersgruppen, wie zum Beispiel dem Gefühl des Kontrollverlustes im sozialen Kontext, eine solche Begeisterung für digitale Spiele zeigen.

Es muss dabei beachtet werden, dass jeder Spieler mit einem unterschiedlichen Grad an Interesse oder Ehrgeiz an ein Spiel herangeht, was wiederum zu einem unterschiedlichen Verhalten im Spielverlauf führt. Spielende führen einen Spielzug aus, der eine gewisse Situation herbeiführt. Diese Situation bewertet der Spieler und entscheidet sich im Anschluss daran für einen weiteren Spielzug. Der Spielzug wird entweder als richtig akzeptiert, sodass der Spieler sich positiv bestätigt fühlt, oder als falsch deklariert, was den Ehrgeiz des Spielers erhöht und ihn dazu verleitet, es erneut zu versuchen. Dieser Zyklus des Versuch-und-Irrtum-Prinzips (engl.: trial-and-error) wird in der Regel mehrere Male durchlaufen, solange, bis der Spieler die erwünschte Kompetenz erreicht hat.

## Spezifische didaktische Methoden
Digitale Lernspiele unterscheiden sich von traditionellen Lernspielen und nicht game-basiertem E-Learning insbesondere dadurch, dass sie versuchen, Motivationsmethoden aus digitalen Unterhaltungsspielen zu nutzen, um Lernziele zu verfolgen (vgl.). So nutzen sie beispielsweise oft eine Story (vgl.) oder parasoziale Beziehungen zwischen Spielern und NPCs (non-player character, Nicht-Spieler-Figur) (vgl.), um Lernaktivitäten anzuregen. Ein weiterer Unterschied, der digitale Lernspiele von E-Learning abgrenzt, ist, dass hierbei hauptsächlich die Spielerfahrung im Fokus liegt, während beim E-Learning dem gelernten Inhalt die größere Bedeutung zugeschrieben wird.
Aufgrund der zahlreichen Merkmale, die das gemeinsame Lernen von isoliertem unterscheidet, kann in didaktisch-methodischer Sicht zwischen digitalen Spielen unterschieden werden, die auf den einzelnen Lernenden ausgerichtet sind und solchen, die Lernen in Gruppen (Online-Lernspiele) unterstützen (siehe Pivec, Koubek & Dondi 2004).

### Ansätze zur Integration von digitalen Lernspielen
Nach Van Eck lassen sich drei verschiedene Ansätze zur Integration von digitalen Spielen in den Lernprozess anführen:
1. Lernende bzw. Schüler designen das Spiel selbst. Indem das Lernspiel durch die Lernenden selbst entwickelt wird, lernen sie den Inhalt automatisch.
2. Die Verwendung von digitalen Spielen, die speziell auf das Lernen ausgerichtet sind.
3. Die Verwendung von kommerziellen digitalen Spielen, die ursprünglich nicht als Lernspiele entwickelt wurden.

## Positive Effekte von digitalen Lernspielen
Digitale Lernspiele werden zunehmend populärer. Das liegt daran, dass immer mehr Forschung zu digitalen Lernspielen betrieben wird und generell die Beliebtheit digitaler Spiele steigt. Kinder werden heute früh vertraut mit entsprechenden Technologien, da sie in einer digital orientierten Gesellschaft aufwachsen. Manche Forscher gehen davon aus, dass sich ihre Denkweise und ihre Informationsverarbeitung verändert hat und sie dadurch auf andere Weise motiviert werden müssen. Die Vermittlung von Lerninhalten muss demnach angepasst werden und das kann beispielsweise durch den Einsatz digitaler Spiele geschehen. Der Hauptgrund für den steigenden Erfolg lässt sich allerdings eher auf die damit verbundenen positiven Effekte zurückführen.
Nutzer lernen durch digitale Lernspiele, verschiedene Informationen aufzunehmen, mit anderen zu kooperieren, soziale und kulturelle Grenzen zu erweitern, selbstbewusster zu werden, Strategien zu entwickeln und komplexe Probleme zu lösen. Sie lernen Informationen aus vielen verschiedenen Quellen zu erkennen, und die wichtigsten Schlüsse daraus zu ziehen, um schnelle Entscheidungen treffen zu können. Dadurch entwickelt sich das Spielen zu einem Prozess, der konstruktiv und aktiv ist und von dem Nutzer selbstgesteuert durchlaufen wird. Diese Art des selbstgesteuerten Lernens kann unter anderem auch zur persönlichen Entwicklung genutzt werden, indem beispielsweise das Selbstbewusstsein des Spielers erhöht wird. Diese Eigenschaften sind Voraussetzungen dafür, dass das Lernen mittels digitaler Lernspiele besonders nachhaltig vonstattengeht.
Innerhalb der Spielwelt stellen digitale Lernspiele besonders effektive Lernumgebungen da. Das wiederholte Ausführen, inklusive Erfolgs- und Misserfolgserlebnisse des eigenen Handels und steigende Schwierigkeitsgrade sind in digitalen Lernspielen vorzufinden und hilfreich für die Förderung von Lernen.

## Architektur eines digitalen Lernspiels
Mit Verlauf der Erforschung digitaler Lernspiele haben sich eine Reihe von Prinzipien ergeben, die immer wieder als förderlich oder hilfreich für ein gutes Design genannt werden. Dabei gibt es viele verschiedene Ansätze, aber auch einige Überschneidungen zwischen den Ergebnissen der Forschergruppen.

### Schlüsselelemente & Prinzipien
In seinem Konferenzbeitrag zur Architektur digitaler Lernspiele sammelt Hu identifizierte Elemente vorangegangener Forschung und kommt dabei auf folgende Aspekte:

“Fascinating, Vivid, Immersive, Motivation, Challenge, Curiosity, Control, Competition, Metaphor, Scenario, Narrative, Simulation, Tutor, Tutorial, Questioning, Imitation, Drill, Building, Manipulation, Observation, Task, Exam, Puzzle, Feedback, Reward, Score, Punishment,…”

Fisch nennt als Beispiele für Faktoren, die die Effektivität eines Lernspiels beeinflussen, die Altersangemessenheit, die einfache Bedienbarkeit des Interfaces sowie eine gelungene Integration des Lerninhalts in das Spiel. Letzter Punkt ist demnach erreicht, wenn zum einen für das Lernthema ein passendes Medium gewählt und der Lerninhalt im „Herzen des Spiels“ platziert wird und zum anderen unterstützende Feedback- und Hinweisstrukturen vorhanden sind, sodass der Spielende insgesamt das angestrebte realweltliche Verhalten zeigt und dementsprechend denkt.
Elemente, die ein Lernspiel effektiv machen, sind bei Prensky zu finden. Ihm zufolge liegen die Stärken eines digitalen Lernspiels in folgenden Aspekten:
- Erzeugung eines hohen Maßes an intrinsischer Motivation
- Vorgabe klarer Ziele und Regeln
- Bereitstellung eines reichhaltigen und gleichzeitig angenehmen Kontexts
- Einbindung einer „packenden“ Storyline mit Überraschungselementen
- Gabe unmittelbaren Feedbacks
- hoher Level der Interaktivität, Herausforderung und des Wettstreits

Nach Hu:
- Repräsentation des Lerngegenstands durch passende Spieleelemente
- Gabe guter Aufgaben, nach denen er „streben“ kann, an den Spieler
- Bereitstellung adäquater, interaktiver Situationen, die der Spielende erleben kann
- Klare Gabe von Feedback zu Handlungen

### Die Rolle des Genres
Hu weist darüber hinaus darauf hin, dass je nach Art des zu vermittelnden Inhalts unterschiedliche Genres am besten geeignet sind. So sind Abenteuerspiele beispielsweise gut dazu geeignet, Faktenwissen, Urteile oder Informationen über Prozesse zu vermitteln, während Simulationen eher der Erklärung von Systematiken und Theorien dienen.
Beispiele für die sorgfältige Auswahl eines Genres oder Spieltyps passend zum Lerninhalt können wie folgt aussehen:
| Lerninhalt                                                    | Aktivität                                  | Genre                                                     |
| ------------------------------------------------------------- | ------------------------------------------ | --------------------------------------------------------- |
| Fakten: Gesetze, Vorschriften …                               | Fragen, Erinnerung, Übung, Assoziationen   | Game Show-Wettbewerbe, Karteikarten-Prinzip, Eselsbrücken |
| logisches Denken: strategisches und taktisches Denken, QA     | Probleme, Beispiele                        | Rätsel                                                    |
| Systeme: z. B. Gesundheitswesen, Märkte, Produktion …         | Prinzipien verstehen, gestaffelte Aufgaben | Simulationsspiele                                         |
| Kommunikation: angemessene Sprache, Beteiligung …             | Imitation, Übung, Training                 | Rollenspiele, Reflexspiele                                |
| Beobachten: Stimmungen, Arbeitsmoral, Ineffizienzen, Probleme | Beobachten, Feedback                       | Konzentrationsspiele, Abenteuerspiele                     |
| …                                                             | …                                          | …                                                         |

## Probleme und Unklarheiten
Den positiven Effekten von digitalen Lernspielen steht einerseits eine Reihe von Problemen und Unklarheiten in ihrem praktischen Einsatz gegenüber. Problematisiert wird hierbei, dass die Kombination von Spiel und Inhalt häufig kein harmonierendes Ganzes bildet. Dies kann beispielsweise daran liegen, dass Lerner aus den Spielen herausgelöst werden, damit sie neue Texte lesen oder Tests absolvieren und somit keine Immersion bzw. kein Rausch-Erleben zustande kommt. Es ist außerdem erforderlich, dass ein Spiel an das Wissen und die Erfahrung des Spielers anknüpft, sodass dem Spieler geeignete Herausforderungen geboten werden können. Dadurch wird die Wahrscheinlichkeit, dass der Nutzer vollkommen in das Spiel eintaucht, erheblich gesteigert.
Ganguin und Hoblitz kritisieren, dass es unklar sei, unter welchen Bedingungen die positiven Effekte von Lernspielen auftreten. Beispielsweise müsse eine Unterscheidung vorgenommen werden, ob das Lernspiel freiwillig geschieht oder unter Lerndruck. Huizinga (2006) formuliert diese Ansicht mit dem Satz „Befohlenes Spiel ist kein Spiel mehr.“. Ganguin und Hoblitz heben ferner hervor, dass deutsche Bildungseinrichtungen die Bedeutsamkeit von Lernspielen in der Vergangenheit tendenziell vernachlässigt hätten.
Es bleibt aktuell noch unklar, ob sich digitale Lernspiele in der Zukunft durchsetzen und durch die weiter steigende Popularität von Spielen hervorheben werden. Das digitale Lernspiel stößt nämlich z. T. auch auf harsche Kritik, wie etwa durch den Psychiater Manfred Spitzer, der dem digitalen Spiel mit dem Hinweis auf hirnphysiologische Untersuchungen und Erkenntnisse Lernwirkungen weitestgehend abspricht und Intensivspielern sogar das Schicksal einer „digitalen Demenz“ prophezeit. Dieser Vorstellung stehen die Überlegungen des ebenso extrem argumentierenden Psychotherapeuten Georg Milzner gegenüber, der dem Schlagwort der „Digitalen Demenz“ das der „Digitalen Hysterie“ entgegenstellt.
Die Spielwissenschaftler Siegbert A. Warwitz und Anita Rudolf versuchen, durch eine Gegenüberstellung der Argumente, Fakten und Meinungen verschiedener Befürworter und Gegner eine eigene Meinungsbildung zum Sinn und Nutzen der didaktischen Verwendung des Spielgenres zu ermöglichen. Entscheidend ist nach ihrer Auffassung dabei nicht das „Ob“, sondern das „Wie“ des virtuellen Spielens und Lernens. Es geht um „das reflektierte, maßvolle, von gut ausgebildeten Spielpädagogen begleitete Nutzen des digitalen Lernangebots“.

## Empirische Befunde zum Einsatz von digitalen Lernspielen
Es wird davon ausgegangen, dass die in digitalen Spielen erlernten Strategien zur Lösung komplexer Probleme auf reale Kontexte übertragbar sind. Diesbezüglich ist die derzeitige empirische Befundlage allerdings heterogen. Teilweise konnten nur geringfügige Effekte in Bezug auf die Steigerung von Problemlösungsstrategien durch digitale Spiele festgestellt werden. Ebenfalls soll der Anteil des Wissens, das auf externe Kontexte übertragen werden kann, stark limitiert sein. Demnach ist ein Transfer von in digitalen Spielen erlernten Problemlösungsfähigkeiten auf externe Kontexte – beispielsweise im Schulunterricht – nicht wahrscheinlich. Dagegen weisen andere Ergebnisse auf die Effektivität von Lernspielen in Bezug auf den Wissenstransfer hin. Die heterogene Beweislage wird dadurch erklärt, dass Lernspiele nur dann einen Wissenstransfer ermöglichen, wenn die kognitiven Prozesse, die durch das Spiel gefördert werden, exakt denen entsprechen, die die jeweiligen externen Kontexte erfordern. So konnte beispielsweise gezeigt werden, dass Probanden, die ein prosoziales Spiel zu spielen bekamen, infolgedessen eher prosoziales Verhalten zeigten als Probanden, die ein neutrales oder aggressives Spiel spielten. Auch konnte bereits beim Einsatz eines Diabetes-Lernspiels gezeigt werden, dass sich Spieler in Bezug auf ihr Selbstmedikationsverhalten stärker verbesserten als Nicht-Spieler. Ähnliche Ergebnisse konnten für das Thema Krebs gefunden werden.

### Einsatz von Lernspielen im akademischen Kontext: Motivation und Wissenserwerb
Die angenommene Eigenschaft von Lernspielen, die intrinsische Motivation von Lernenden zu fördern, konnte in der Vergangenheit bereits in verschiedenen Studien nachgewiesen werden. So zeigt sich beispielsweise im Hochschulbereich, dass sich Studenten stärker mit den Inhalten von Kursen beschäftigen, in denen digitale Lernspiele integriert wurden. Auch beim Einsatz von Lernspielen in der Schule zeigt sich neben größeren Lerneffekten im Bereich Geographie auch ein höheres Maß an intrinsischer Motivation gegenüber traditionellen Lernumgebungen. Im Kontext des Englischunterrichts konnten im Rahmen einer wissenschaftlichen Begleitstudie ebenfalls nennenswerte Vorteile für den fremdsprachlichen Lernprozess festgestellt werden. Dazu gehörten neben einem gesteigerten Gefühl intrinsischer Motivation und der Förderung impliziter Lernprozesse auch der konkrete Wissenserwerb, der sich in Form landeskundlicher Inhalte sowie Grammatik oder Wortschatz äußerte. Zusätzlich fiel der konstruktive Umgang mit Fehlern im Spiel fiel positiv auf.  Bei Grundschülern führte die Integration eines Lernspiels ins Instruktionsdesign zu besseren Lernergebnissen in den Bereichen Mathematik und Rechtschreibung. Ähnliche Effekte zeigten sich bereits für die Fächer Physik, Sozialkunde und Geschichte. Insgesamt stellt die empirische Befundlage die Integration von Lernspielen ins Instruktionsdesign als vielversprechende Methode zur Verbesserung von Lernergebnissen und Motivation dar.